# Pablo Marí
Pablo Marí Villar, né le 31 août 1993 à Almusafes (province de Valence, Espagne), est un footballeur espagnol qui évolue au poste de défenseur central à l'ACF Fiorentina.

## Biographie

### Carrière en club

#### RCD Majorque (2010-2012)
Pablo Marí se forme au RCD Majorque. Il débute avec l'équipe première en 2011.

#### Gimnàstic de Tarragone (2013-2016)
En 2013, il rejoint le Gimnàstic de Tarragone avec qui il parvient à monter en Segunda División en 2015.

#### Manchester City (2016-2019)
En 2016, il est recruté par Manchester City, et il est prêté dans la foulée au Girona FC.
En 2017, il est prêté au NAC Breda, puis en 2018 au Deportivo La Corogne.

#### Flamengo (2019-2020)
En juillet 2019, il part au Brésil pour jouer avec Flamengo où il devient vite titulaire sous les ordres de Jorge Jesus. En novembre 2019, il devient le premier joueur espagnol à remporter la Copa Libertadores. Flamengo l'emporte 2 à 1 en finale face à River Plate.

#### Arsenal (2020-2023)
Le mercredi 29 janvier 2020 il signe à Arsenal pour six mois en prêt avec option d'achat de 8M€.
À l'issue de son prêt, Arsenal lève l'option d'achat et signe un contrat jusqu'en 2024 dans le club du nord de Londres.
Le 20 janvier 2022, il est prêté pour six mois au club de l'Udinese Calcio en Serie A sans option d'achat.
Le 11 août 2022, il est prêté pour toute la saison à l'AC Monza avec obligation d'achat élevé à 7M€ si le club se maintient en Serie A.
Le 27 octobre 2022, alors qu'il se trouvait au centre commercial d'Assago avec sa femme et son fils, il est poignardé par un homme de 46 ans souffrant de troubles mentaux et dépressifs. Il est immédiatement hospitalisé en urgence absolue à l'hôpital Niguarda de Milan en raison d'une profonde blessure au dos. Subissant une opération chirurgicale pour la reconstruction des deux ventres, le joueur est contraint de rester éloigné des terrains pendant au moins trois mois.
Le 3 mai 2022, en obtenant le match nul, l'AC Monza à valider son maintien en serie A. Le club lève obligatoirement l'obligation d'achat inclus dans le contrat à hauteur de 7M€.

## Statistiques
| Saison                | Club                        | Championnat           | Championnat | Championnat | Coupe nationale | Coupe nationale | Coupe de la Ligue | Coupe de la Ligue | Supercoupe | Supercoupe | Compétition(s) continentale(s) | Compétition(s) continentale(s) | Compétition(s) continentale(s) | Coupe du monde des clubs | Coupe du monde des clubs | Total | Total |
| Saison                | Club                        | Division              | M.          | B.          | M.              | B.              | M.                | B.                | M.         | B.         | Comp.                          | M.                             | B.                             | M.                       | B.                       | M.    | B.    |
| 2010-2011             | RCD Majorque B              | Segunda División B    | 19          | 1           | -               | -               | -                 | -                 | -          | -          | -                              | -                              | -                              | -                        | -                        | 19    | 1     |
| 2011-2012             | RCD Majorque B              | Segunda División B    | 22          | 1           | -               | -               | -                 | -                 | -          | -          | -                              | -                              | -                              | -                        | -                        | 22    | 1     |
| 2012-2013             | RCD Majorque B              | Segunda División B    | 28          | 1           | -               | -               | -                 | -                 | -          | -          | -                              | -                              | -                              | -                        | -                        | 28    | 1     |
| Sous-total            | Sous-total                  | Sous-total            | 69          | 3           | -               | -               | -                 | -                 | -          | -          | -                              | -                              | -                              | -                        | -                        | 69    | 3     |
| 2011-2012             | RCD Majorque                | LaLiga                | 2           | 0           | -               | -               | -                 | -                 | -          | -          | -                              | -                              | -                              | -                        | -                        | 2     | 0     |
| 2013-2014             | Gimnàstic de Tarragona      | Segunda División B    | 29          | 2           | 3               | 0               | -                 | -                 | -          | -          | -                              | -                              | -                              | -                        | -                        | 32    | 2     |
| 2014-2015             | Gimnàstic de Tarragona      | Segunda División B    | 37          | 3           | 2               | 0               | -                 | -                 | -          | -          | -                              | -                              | -                              | -                        | -                        | 39    | 3     |
| 2015-2016             | Gimnàstic de Tarragona      | Segunda División      | 25          | 1           | -               | -               | -                 | -                 | -          | -          | -                              | -                              | -                              | -                        | -                        | 25    | 1     |
| Sous-total            | Sous-total                  | Sous-total            | 91          | 6           | 5               | 0               | -                 | -                 | -          | -          | -                              | -                              | -                              | -                        | -                        | 96    | 6     |
| 2016-2017             | Girona FC (prêt)            | Segunda División      | 8           | 0           | 1               | 0               | -                 | -                 | -          | -          | -                              | -                              | -                              | -                        | -                        | 9     | 0     |
| 2017-2018             | NAC Breda (prêt)            | Eredivisie            | 31          | 3           | 1               | 0               | -                 | -                 | -          | -          | -                              | -                              | -                              | -                        | -                        | 32    | 3     |
| 2018-2019             | Deportivo La Corogne (prêt) | Segunda División      | 38          | 2           | -               | -               | -                 | -                 | -          | -          | -                              | -                              | -                              | -                        | -                        | 38    | 2     |
| 2019                  | Flamengo                    | Serie A               | 22          | 2           | -               | -               | -                 | -                 | -          | -          | CL                             | 6                              | 1                              | 2                        | 0                        | 30    | 3     |
| 2019-2020             | Arsenal FC (prêt)           | Premier League        | 2           | 0           | 1               | 0               | -                 | -                 | -          | -          | -                              | -                              | -                              | -                        | -                        | 3     | 0     |
| 2020-2021             | Arsenal FC                  | Premier League        | 10          | 0           | 1               | 0               | -                 | -                 | -          | -          | C3                             | 5                              | 1                              | -                        | -                        | 16    | 1     |
| 2021-2022             | Arsenal FC                  | Premier League        | 2           | 0           | 1               | 0               | -                 | -                 | -          | -          | -                              | -                              | -                              | -                        | -                        | 3     | 0     |
| 2021-2022             | Udinese Calcio (prêt)       | Série A               | 15          | 0           | 0               | 0               | -                 | -                 | -          | -          | C3                             | 0                              | 0                              | -                        | -                        | 15    | 0     |
| Sous-total            | Sous-total                  | Sous-total            | 14          | 0           | 3               | 0               | -                 | -                 | -          | -          | -                              | 5                              | 1                              | -                        | -                        | 22    | 1     |
| 2022-2023             | AC Monza (prêt)             | Série A               | 20          | 1           | 1               | 0               | -                 | -                 | -          | -          | -                              | -                              | -                              | -                        | -                        | 21    | 1     |
| 2023-2024             | AC Monza                    | Série A               | -           | -           | -               | -               | -                 | -                 | -          | -          | -                              | -                              | -                              | -                        | -                        | 0     | 0     |
| Sous-total            | Sous-total                  | Sous-total            | 20          | 1           | 1               | 0               | 0                 | 0                 | 0          | 0          | -                              | 0                              | 0                              | 0                        | 0                        | 21    | 1     |
| Total sur la carrière | Total sur la carrière       | Total sur la carrière | 310         | 17          | 11              | 0               | -                 | -                 | -          | -          | -                              | 11                             | 2                              | 2                        | 0                        | 334   | 19    |

## Palmarès

### En club
|  |  | CR Flamengo - Serie A - Champion : 2019 - Copa Libertadores - Vainqueur : 2019 |